# سیدنی درل
سیدنی درل (انگلیسی: Sidney Drell؛ زاده ۱۳ سپتامبر ۱۹۲۶ - درگذشته ۲۱ دسامبر ۲۰۱۶) یک فیزیک‌دان در زمینه فیزیک ذرات اهل ایالات متحده آمریکا بود.
وی همچنین برنده جوایزی همچون نشان ملی علوم شده‌است.